# Українсько-гренадські відносини
Українсько-гренадські відносини — відносини між Україною та Гренадою. 
Україна та Гренада встановили дипломатичні відносини 26 вересня 2019.
За відносини з Гренадою відповідає Посольство України у Великій Британії.

## Історія
Гренада не брала участі в голосуванні за резолюцію ГА ООН «Територіальна цілісність України» 27 березня 2014 року, а також в подальших голосуваннях за резолюції щодо ситуації з правами людини в тимчасово окупованих АРК та м. Севастополь (Україна) та їх мілітаризації Росією.
Натомість, з початку повномасштабної збройної агресії Росії проти України Гренада підтримала у 2022 р. ключові резолюції в рамках 11-ї позачергової сесії ГА ООН («Агресія проти України», «Гуманітарні наслідки агресії проти України», «Призупинення членства Російської Федерації у Раді ООН з прав людини», «Територіальна цілісність України: захист принципів Статуту ООН). Проте делегація цієї країни була відсутня під час голосування резолюції ГА ООН «Принципи Статуту ООН, що лежать в основі всеохоплюючого, справедливого та сталого миру в Україні» (23.02.2023).
Гренада підтримала заяви КАРІКОМ щодо підтримки територіальної цілісності України та засудження російської агресії від 24.02.2022 та щодо військової та гуманітарної кризи в Україні від 03.03.2022. Вона також поділяє занепокоєння держав КАРІКОМ щодо значних економічних наслідків для регіону ЛАКБ, пов’язаних із повномасштабним вторгненням, розв’язаним Росією у 2022 році, і закликає до дипломатичного вирішення конфлікту.

## Торгівля
У 2022 році товарообіг між країнами склав 86 тис. доларів США, і весь цей обсяг відноситься до експорту. Зокрема, експорт включав поставки олії рослинного походження. у 2022 році не було імпорту товарів з Гренади в Україну.